# Zetel
Zetel ist eine Gemeinde im niedersächsischen Landkreis Friesland. Zusammen mit der Nachbargemeinde Bockhorn bildet sie die sogenannte Friesische Wehde.

## Geografie
Im Nordosten grenzt die Gemeinde Zetel bei Idagroden in einem schmalen Streifen an den Jadebusen, eine große Nordseebucht, die durch Sturmfluten während des Mittelalters entstand. Der ältere Teil des Ortes Zetel liegt auf einem Geestrücken, auch Esch genannt, der weiter nach Norden hin ins Marschland mündet. Im Osten und Westen der Gemeinde gibt es größere Waldgebiete. Der südwestliche Teil wird von Mooren dominiert.

### Nachbargemeinden
Die Nachbargemeinden Zetels sind Bockhorn (Friesland) im Osten, Sande im Norden, Friedeburg im Westen und Uplengen im Süden. Die nächsten größeren Städte sind Wilhelmshaven (ca. 20 Kilometer nordöstlich), Oldenburg (ca. 40 Kilometer südöstlich) und Emden (ca. 50 Kilometer südwestlich).

### Gemeindegliederung
Die Gemeinde besteht aus folgenden Ortschaften und Siedlungen:
| 1. Astede 2. Astederfeld 3. Bohlenberge 4. Bohlenbergerfeld | 1. Collstede 2. Driefel 3. Ellens 4. Fuhrenkamp | 1. Neuenburg 2. Neuenburgerfeld 3. Ruttel 4. Ruttelerfeld | 1. Spolsen 2. Schweinebrück 3. Klein Schweinebrück 4. Zetel |

## Geschichte

### Die Ursprünge
Obwohl die erste urkundliche Erwähnung Zetels erst aus dem Jahre 1423 stammt – damals hieß der Ort noch Sethle –, war das Gemeindegebiet bereits lange vorher bewohnt. Die St.-Martins-Kirche, das älteste Gebäude des Ortes, wurde nämlich 1249 fertiggestellt, und bei Arbeiten an der Kirche fand man vor etlichen Jahren Reste einer noch älteren Kapelle. Vermutlich schon vor der Zeitenwende lebten Chauken auf dem Gemeindegebiet.
Im Dezember 1517 wurde der „Zeteler Frieden“ zwischen Herzog Heinrich II. von Braunschweig-Lüneburg, Graf Johann V. von Oldenburg und Edzard, Graf von Ostfriesland, geschlossen. Der Friedensvertrag, der die „Sächsische Fehde“ beendete, wurde in Zetel feierlich beurkundet.

### Die Sturmfluten
Im Gegensatz zu anderen Orten in Küstennähe wurde der Ort Zetel selbst niemals von Sturmfluten heimgesucht, da er auf einem ca. 15 Meter hohen Geestrücken liegt, so dass die Wassermassen nie weiter als bis zum Ortsrand kamen. Weiter nördlich gelegene Ortsteile wurden aber in unregelmäßigen Abständen verwüstet. Ellens z. B. war im ausgehenden Mittelalter nach heftigen Wassereinbrüchen teilweise eine Insel. Nördlich des Zeteler Eschs erstreckte sich damals das sogenannte Schwarze Brack, ein dauerhaft überschwemmtes Marschgebiet, das erst mit dem Bau des Ellenser Dammes, der sich bis zum Jahr 1615 hinzog, eingedeicht und dem Jadebusen abgetrotzt werden konnte.

### Oldenburg gegen Ostfriesland
Motivation für den Bau des Dammes war, dass das zum Oldenburger Land gehörende Jeverland wegen der Wassereinbrüche nur noch mit Schiffen oder über das verfeindete Ostfriesland erreicht werden konnte – angesichts der Tatsache, dass man mit Ostfriesland des Öfteren Krieg führte, ein strategischer Nachteil. So fiel 1475 der Sohn des Oldenburger Grafen in die Hände der Ostfriesen und kam erst sechs Jahre später frei, als Zetel an Ostfriesland abgetreten wurde. Erst durch einen Friedensvertrag aus dem Jahre 1517 kam Zetel endgültig zu Oldenburg. Noch heute eckt man gelegentlich an, wenn man das Oldenburger Friesland und Ostfriesland nicht auseinanderhalten kann.

### Die Neuzeit
Vom Dreißigjährigen Krieg blieb Zetel durch geschicktes Taktieren der Oldenburger Grafen weitgehend verschont. 1807 geriet der Ort jedoch wiederum in fremde Hände, als Napoleon Norddeutschland besetzte. Danach verlief die weitere Geschichte bis zum Zweiten Weltkrieg relativ ruhig. Im Zuge der Industrialisierung entstand in Zetel und den umliegenden Gemeinden aufgrund des Lehmbodens eine ausgeprägte Klinkerindustrie. Auch siedelten sich viele Webereien und Textilfabriken hier an, die jedoch durch starke Konkurrenz aus Fernost bis in die 1980er Jahre allesamt verschwanden.
1894 erhielt Zetel Anschluss an das Eisenbahnnetz, 1896 auch die damals noch eigenständige Gemeinde Neuenburg. Durch den zunehmenden Individualverkehr sanken nach dem Zweiten Weltkrieg die Fahrgastzahlen, so dass die Bahnstrecke Neuenburg – Zetel – Bockhorn – Varel im Mai 1954 für den Personenverkehr stillgelegt wurde. Der Güterverkehr rollte noch bis Anfang der 1990er Jahre. Die endgültige Stilllegung erfolgte zum 1. August 1993.
Zwischen 1977 und 1980 gehörte die Gemeinde zum benachbarten Landkreis Ammerland.

### Die Weltkriege
Während der Erste Weltkrieg keine Schäden in Zetel anrichtete, kam es in der Endphase des Zweiten Weltkrieges vermehrt zu Opfern unter der Zivilbevölkerung. Einige Kilometer westlich Zetels befanden sich Flakstellungen, der Einsatzhafen Marx und ein Munitionslager. Außerdem stellte das nahe Wilhelmshaven als bedeutender Marinestützpunkt ein wichtiges strategisches Ziel dar. So kam es, dass auch Zetel öfter von Bomben getroffen und etliche Häuser im Gemeindegebiet zerstört und Leben vernichtet wurden.

### Eingemeindungen
Im Zuge der Gebietsreform wurde die Gemeinde Neuenburg am 1. Juli 1972 eingegliedert. Zusätzlich bestanden Überlegungen, Teile des Gemeindegebietes der benachbarten Gemeinde Sande anzugliedern. Diese Pläne wurden 1975 jedoch aufgegeben.

## Politik

### Gemeinderat
Der Gemeinderat der Gemeinde Zetel besteht aus 28 Ratsfrauen und Ratsherren. Dies ist die festgelegte Anzahl für eine Gemeinde mit einer Einwohnerzahl zwischen 11.001 und 12.000. Der Gemeinderat wird durch eine Kommunalwahl für jeweils fünf Jahre gewählt. Die nächste Amtszeit beginnt am 1. November 2021 und endet am 31. Oktober 2026.
Stimmberechtigt im Rat der Stadt ist außerdem der hauptamtliche Bürgermeister Olaf Oetken.
Die letzte Kommunalwahl am 12. September 2021 ergab das folgende Ergebnis:
| Partei                | Anteilige Stimmen | Anzahl Sitze |
| --------------------- | ----------------- | ------------ |
| SPD                   | 42,50 %           | 12           |
| CDU                   | 27,53 %           | 8            |
| Bündnis 90/Die Grünen | 11,49 %           | 3            |
| UWG                   | 8,06 %            | 2            |
| FDP                   | 3,60 %            | 1            |
| Die Linke             | 2,59 %            | 1            |
| die Basis             | 2,44 %            | 1            |
| Freie Bürger          | 1,78 %            | 0            |

Die Wahlbeteiligung bei der Kommunalwahl 2021 lag mit 57,13 % ungefähr beim niedersächsischen Durchschnitt von 57,1 %. Zum Vergleich – bei der vorherigen Kommunalwahl vom 11. September 2016 lag die Wahlbeteiligung bei 57,45 %.

### Bürgermeister
Hauptamtlicher Bürgermeister der Gemeinde Zetel ist der parteilose Olaf Oetken. Als einziger Kandidat wurde er am 22. Mai 2022 mit 94,45 % Ja-Stimmen für eine Amtszeit vom 14. September 2022 bis zum 31. Oktober 2031 gewählt. Sein Vorgänger Heiner Lauxtermann trat nicht mehr an. Bei der vorletzten Bürgermeisterwahl am 25. Mai 2014 wurde dieser als Amtsinhaber ohne Gegenkandidaten mit 84,1 % der Stimmen für eine zweite Amtszeit wiedergewählt, die er am 1. November 2014 antrat. Im Jahr 2017 trat er aus der SPD aus. Sein Vorgänger im Amt war seit 1996 Bernd Pauluschke (SPD).

### Vertreter in Land- und Bundestag

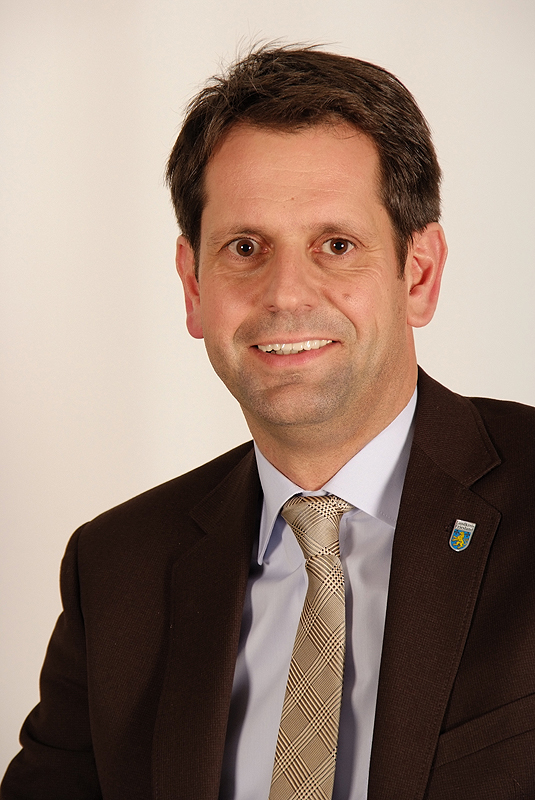
Landtagsabgeordneter Olaf Lies

Bei den Wahlen zum Niedersächsischen Landtag gehört Zetel zum Landtagswahlkreis 070 Friesland, der den gesamten Landkreis Friesland umfasst. Das Direktmandat wurde im Januar 2013 durch Olaf Lies von der SPD gewonnen. Bei der Wahl vom 15. Oktober 2017 konnte er den Erfolg wiederholen. Bei der letzten Landtagswahl vom 9. Oktober 2022 konnte Lies das Direktmandat mit 48,96 % der Stimmen bei einer Wahlbeteiligung von 59,54 % erneut verteidigen. Weiterhin werden Katharina Jensen (CDU) und Sina Beckmann (Grüne) den Landkreis im Landtag vertreten. Sie zogen über die jeweiligen Landeslisten ihrer Parteien in das Parlament. Die konstituierende Sitzung des neu gewählten Parlaments fand am 8. November 2022 statt. Die Wahlperiode endet im Herbst 2027.
Die Gemeinde Zetel gehört zum Bundestagswahlkreis Friesland – Wilhelmshaven – Wittmund. Er umfasst die Stadt Wilhelmshaven sowie die Landkreise Friesland und Wittmund. Bei der Bundestagswahl 2025 gewann die Sozialdemokratin Siemtje Möller das Direktmandat zum dritten Mal in Folge. Über Listenplätze ihrer Parteien zogen Anne Janssen (CDU) und Martin Sichert (AfD) aus dem Wahlkreis in den Bundestag ein.

### Wappen
Das Wappen der Gemeinde Zetel zeigt ein blaues Schild mit fünf gelben Ähren. Davor ein gelber Balken mit einem roten Weberschiffchen mit gelber Spule und Faden.

### Flagge
Die Flagge der Gemeinde Zetel zeigt in zwei gleich breiten Querstreifen von oben nach unten die Farben Blau und Rot mit dem aufgelegten Gemeindewappen.

### Partnerstädte
Seit 2008 besteht eine Partnerschaft mit der polnischen Stadt Szczyrk.

## Kultur und Sehenswürdigkeiten

### Theater
Das am Ortsrand Neuenburgs gelegene Vereenshuus ist gewissermaßen das kulturelle Zentrum der Gemeinde. Es dient als Sitz der Niederdeutschen Bühne Neuenburg, die dort jährlich mehrere Theaterstücke auf Plattdeutsch aufführt. Zudem finden viele andere Veranstaltungen wie z. B. Kabarettabende statt. Alle zwei Jahre werden zudem von der Niederdeutschen Bühne Freilichtspiele vor dem Neuenburger Schloss veranstaltet.

### Museen

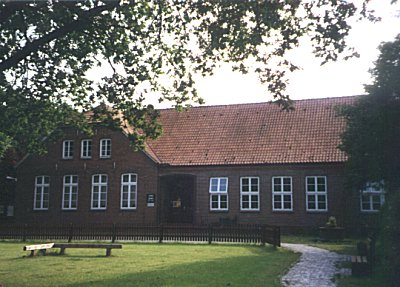
Nordwestdeutsches Schulmuseum

Im Nordwestdeutschen Schulmuseum in Bohlenbergerfeld befand sich früher eine Volksschule, bis diese wie viele andere zugunsten größerer, zentral gelegener Schulen aufgelöst wurde. Seit 1978 besteht in dem alten Schulgebäude das Museum, dessen Herzstück ein originalgetreuer Klassenraum vom Anfang des 20. Jahrhunderts ist, in dem auf Anfrage Schulstunden wie zu Kaisers Zeiten abgehalten werden. Darüber hinaus gibt es noch eine Dauer- und weitere wechselnde Ausstellungen zur Geschichte der Region zu betrachten.
Die Rutteler Mühle, ein sogenannter Galerieholländer wurde 1865 errichtet und ist eine von ganz wenigen Windmühlen in Deutschland, die heute noch kommerziell in Betrieb sind. An die Mühle angeschlossen sind ein kleines Sägewerk sowie ein Ausflugscafé. Zudem gibt es auf dem Hof der Mühle eine Sammlung von Miniaturwindmühlen und eine kurze, nachgebaute Feldbahnstrecke zu bewundern.

### Bildende Kunst
Der Kunstverein „Die Bahner“ veranstaltet jährlich die Neuenburger Kunstwochen. Die Kunstwochen sind eine wichtige kulturelle Veranstaltung in der Region.
Im Jahr 2009 eröffnete im ehemaligen Teppenhaus in der Neuenburger Straße die Galerie Südliches Friesland. Die Galerie zeigt wechselnde Ausstellungen mit nationalen und internationalen Künstlern.
Idagroden liegt am so genannten Skulpturenpfad Kunst am Deich. Der Skulpturenpfad wurde im Expo-Jahr 2000 angelegt und verläuft entlang des Radweges am Seedeich von Mariensiel bis nach Dangast. Die sieben Skulpturen entstanden während eines Bildhauersymposiums und wurden von sieben verschiedenen Künstlern geschaffen. Die Skulpturen stellen die sieben Tage der Schöpfungsgeschichte dar. Die Skulptur neben dem Radweg am Idagrodener Seedeich steht für den 4. Schöpfungstag. Jo und Jutta Klose nannten ihr Werk: „Sonne, Mond und Sterne – die Lichter“.

### Bauwerke

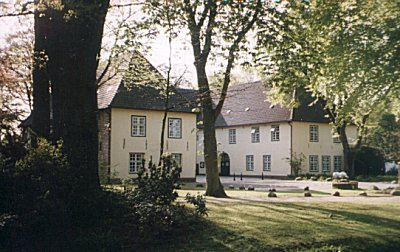
Neuenburger Schloss

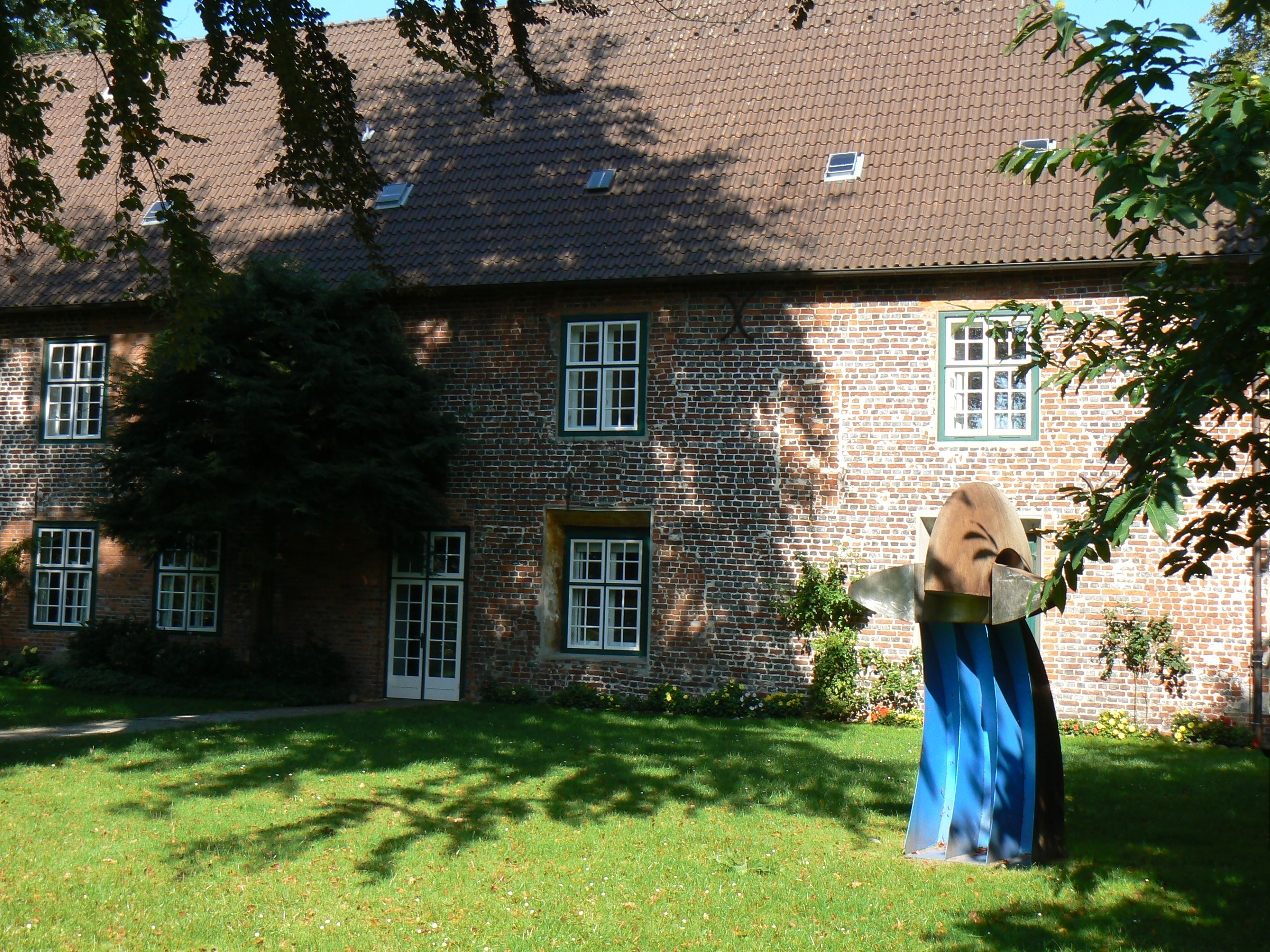
Schloss mit Skulptur Leonard Wübbena

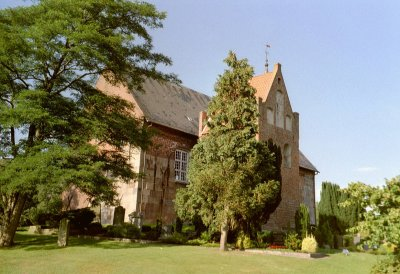
St.-Martins-Kirche

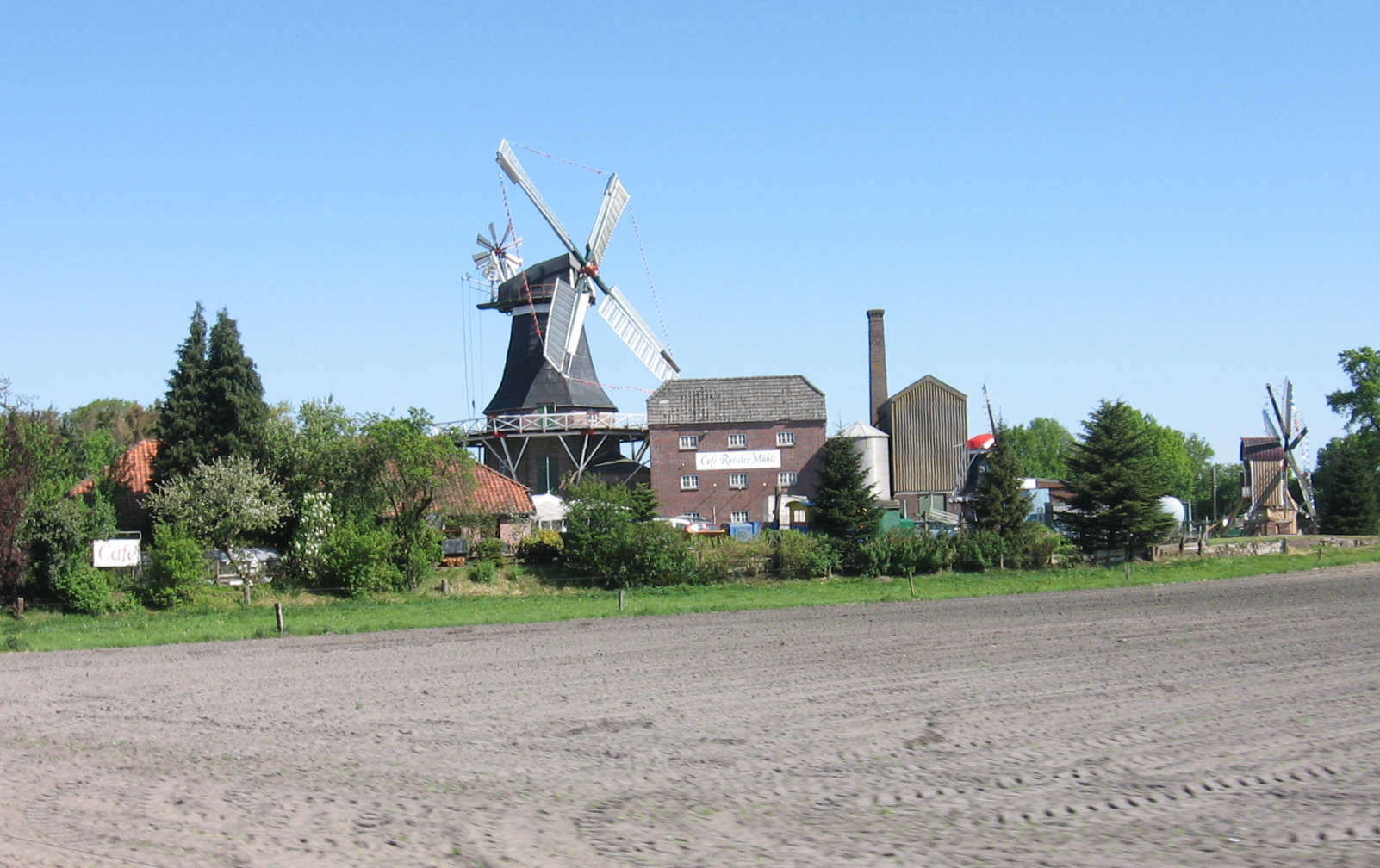
Rutteler Mühle

Im Jahre 1462 ließ Graf Gerd zu Oldenburg das Schloss Neuenburg als Trutzburg gegen die Ostfriesen erbauen. Bis zu seiner Umwidmung zum Dorfgemeinschaftshaus 1965 beherbergte das Schloss unter anderem ein Landgericht, eine Ackerschule und eine Landfrauenschule. Heute befinden sich im Schloss ein vogelkundliches Museum, die Schlosskapelle der evangelisch-lutherischen Gemeinde, eine Kindertagesstätte sowie der Trausaal, der zugleich Sitzungssaal des Zeteler Gemeinderates ist.
Die Zeteler St.-Martins-Kirche ist das älteste Gebäude des Ortes. Sie wurde im Jahre 1249 am Nordrand Zetels errichtet. Wie viele andere Kirchen in Norddeutschland wurde sie aus großen Sandsteinquadern erbaut, steht inmitten eines Friedhofs auf einer Warft und verfügt über einen separaten Kirchturm. Bei Sturmfluten, die Zetel selbst zum Glück nie erreichten, diente sie der Bevölkerung als Zuflucht. Das Kircheninnere ist sehr schlicht ausgestattet, da die hiesige Region nie allzu wohlhabend war; wirklich sehenswert ist aber der Altar. Neben den obligatorischen Gottesdiensten finden hier gelegentlich Konzerte statt.

### Naturdenkmäler
Der Neuenburger Urwald ist der Rest eines großen Waldgebietes in der Friesischen Wehde. Er ist ein Mischwald und steht weitgehend unter Naturschutz, weswegen hier zahllose seltene Tier- und Pflanzenarten aus der Region anzutreffen sind, ebenso teils über 500 Jahre alte Bäume. Zahlreiche Wanderwege laden zu Spaziergängen oder Fahrradtouren durch den Wald ein.
Das Spolsener Moor umfasst 245 Hektar Fläche und steht seit 1986 unter Naturschutz.

### Regelmäßige Veranstaltungen
Der Zeteler Markt ist der größte Jahrmarkt in Friesland und Umgebung und findet regelmäßig am Novemberwochenende vor dem Volkstrauertag statt. Vor Hunderten Jahren als reiner Viehmarkt gegründet, bereichern inzwischen auch weit über 100 Schausteller das Marktgeschehen. Insgesamt dauert der Markt vier Tage: Nach dem Wochenende findet am Montag ein Familientag mit Feuerwerk statt, und nach der Ruhepause am Dienstag folgt am Mittwoch, an dem alle Zeteler Schüler frei haben, der eigentliche Viehmarkt.

### Lichtspielhaus
Die Gemeinde Zetel verfügt über das einzige Kino auf dem Festland des Landkreises Friesland. Der Verein Zeli - Zeteler Lichtspiele e. V. betreibt das 1958 neu errichtete Kino seit 2012 voll ehrenamtlich, es bietet 126 Sitzplätze. Zetel verfügt damit über 1,03 Sitzplätze pro 100 Einwohner. Das Kino ist voll-digitalisiert nach DCI-Standard, erhält gleichzeitig aber auch die 35mm Projektionsanlage und präsentiert mit ihr in unregelmäßigen Abständen historische Filme. Das reguläre Programm findet immer Freitags und Montags mit wöchentlich wechselnden aktuellen Filmen statt.

## Wirtschaft und Infrastruktur
Als eine von ganz wenigen Gemeinden Deutschlands ist Zetel fast schuldenfrei. Durch zahlreiche Zuzüge von Pendlern aus dem nahen Wilhelmshaven in den letzten 20 Jahren sind die Einnahmen aus Steuern und Abgaben trotz relativ hoher Arbeitslosigkeit meist nahezu kostendeckend. Zum 1. Januar 2000 belief sich die Schuldenlast pro Einwohner auf rund 230 Euro.

### Verkehr
Im Norden der Gemeinde führt die Autobahn 29 von Wilhelmshaven über Oldenburg zum Dreieck Ahlhorner Heide, wo sie in die A 1 mündet, und schließt Zetel an das Bundesfernstraßennetz an. Durch Neuenburg verläuft zusätzlich die B 437 von Friedeburg über Varel zum neugebauten Wesertunnel. Das Straßennetz besteht aus Bundesstraßen (8 Kilometer), Landesstraßen (13 Kilometer), Kreisstraßen (14 Kilometer) und Gemeindestraßen (150 Kilometer).
Die Linienbusse der Weser-Ems-Bus fahren von Zetel aus nach Varel (annähernd stündlich), Wilhelmshaven und Westerstede. Zetel besitzt heute keinen Bahnanschluss mehr.
Das Segelfluggelände Bohlenbergerfeld liegt etwa 5 km westlich der Ortsmitte.

### Ansässige Unternehmen
Während die gesamte Textilindustrie vor über 20 Jahren verschwand, konnte sich vor allem die Klinkerindustrie in Zetel sowie Bockhorn und Varel behaupten. Einer der wichtigsten Arbeitgeber ist das in Schweinebrück ansässige Klinkerwerk der Röben-Gruppe, die dort auch ihren Hauptsitz hat und weltweit tätig ist. Im Waldgebiet Schweinebrücker Fuhrenkämpe liegt das Munitionsdepot Zetel der Bundeswehr. Die Einrichtung ist mit rund 140 Mitarbeitern einer der größten Arbeitgeber in der Region. Weitere wichtige Arbeitgeber sind drei Speditionen in Zetel, Schweinebrück und Collstede. Insbesondere in den letzten zehn Jahren gab es vermehrt Bemühungen, neue Arbeitsplätze nach Zetel zu holen. Zu diesem Zweck entstanden zwei mittelgroße Gewerbegebiete in Driefel und Collstede.

### Tourismus
Insbesondere Neuenburg lebt vom Tourismus. Der staatlich anerkannte Luftkurort bringt es auf viele tausend Übernachtungen pro Jahr. Besucher werden außer durch die nahe Nordsee noch durch die weite Marsch- und Moorlandschaften der Umgebung angelockt. Allerdings ist die Gemeinde Zetel nicht so abhängig von Touristen wie andere Ferienorte direkt an der Küste.

### Medien
Regionale und lokale Tageszeitung für die Gemeinde ist die Nordwest-Zeitung aus Oldenburg mit dem Lokalteil und der eigenständigen Redaktion Der Gemeinnützige. Neben der Printausgabe existiert eine Online-Ausgabe.
Die Gemeinde Zetel gehört mit zum Verbreitungsgebiet des Anzeigenblatts Friesländer Bote. Er erscheint wöchentlich mit einer Gesamtauflage von rund 28.000 Exemplaren und wird kostenlos an die Haushalte in Varel sowie in den angrenzenden Gemeinden Bockhorn, Zetel und Jade abgegeben. Neben der Printausgabe existiert eine Online-Ausgabe.

## Persönlichkeiten

### Söhne und Töchter
- Johann Ahlhorn (1855–1934), Lehrer, Reichstags- und Landtagsabgeordneter
- Eduard Niebour (1856–1926), Jurist und Präsident des oldenburgischen Oberlandesgerichts
- Wilhelm Kunst (1909–1986), Holzbildhauer
- Hans-Werner Kammer (* 1948), deutscher Politiker (CDU)
- Karin Evers-Meyer (* 1949), deutsche Politikerin (SPD)
- Heinrich Bülthoff (* 1950), Professor für biologische Kybernetik
- Thomas Hartmann (* 1950), Maler
- Hans-Gerd Löhmannsröben (* 1955), deutscher Physikochemiker

### Personen in Verbindung mit Zetel
- Martin Bücking (1868–1954), Schriftsteller und Pfarrer, schrieb 1919 den Roman Zeteler Markt
- Hans-Georg Bohlken (* 1962), Europameister im Klootschießen, wohnt im Ortsteil Ruttel
- Johannes Bitter (* 1982), Handballtorwart in der Jugend der HSG Neuenburg/Bockhorn, Weltmeister 2007
- Moritz Wilken (Künstlername: grim104, * 1988), Rapper, Mitglied des Berliner Hip-Hop-Duos Zugezogen Maskulin